# I10-index
De i10-index is een citatie-index, geïntroduceerd door Google Scholar  op 16 november 2011. Het getal wordt gebruikt in wetenschappelijk onderzoek om het aantal publicaties van een auteur te meten dat ten minste 10 citaties heeft ontvangen. De i10-index wordt als aanvulling op de h-index gezien, omdat de i10-index specifiek gekoppeld is aan Google Scholar. 
De i-10-index geeft als aanvulling op de H-index een indicatie voor het totale aantal publicaties, maar om het kaliber van een wetenschapper op basis van welke citatie-index dan ook te beoordelen, zul je niet alleen de h- of i10-index met anderen moeten vergelijken, maar ook individuele papieren citaties met die van anderen. Zelfs dit geeft geen volledig beeld, omdat citaten afhankelijk zijn van veel factoren, zoals het onderzoeksgebied, de plaats waar het artikel is gepubliceerd en het tijdschrift waarin het is gepubliceerd.
Een aantal voordelen van het gebruik van de i10-index:
- Eenvoud: De i10-index is gemakkelijk te begrijpen en te berekenen, aangezien alleen gekeken wordt  naar het aantal publicaties dat een bepaalde drempel (10) van citaties heeft bereikt.
- Snelle indicatie: Het kan snel aangeven welke publicaties van een onderzoeker relatief vaak worden geciteerd.
- Toegankelijkheid: De i10-index kan worden berekend op basis van informatie die beschikbaar is in Google Scholar.
- Type publicatie: De i10-index verzamelt ook citaten uit wetenschappelijke boeken die niet direct beschikbaar zijn in de standaard tool voor het verzamelen van citaten die verkrijgbaar is bij Thomson Reuters en bekend staat als Science Citation Index. Tegelijkertijd wordt er echter geen onderscheid gemaakt tussen publicaties in tijdschriften en nieuwsartikelen.

Hieronder als voorbeeld het totaal aantal citaties, de h-index en de i10-index van de Nobelprijswinnaar Ben Feringa,
|           | Alles | Sinds 2018 |
| --------- | ----- | ---------- |
| Citaties  | 92409 | 32755      |
| h-index   | 150   | 82         |
| i10-index | 876   | 584        |

en het totaal aantal citaties, de h-index en de i10-index van Charles Darwin:
|           | Alles  | Sinds 2018 |
| --------- | ------ | ---------- |
| Citaties  | 204793 | 48979      |
| h-index   | 96     | 60         |
| i10-index | 541    | 188        |